# Regering-Moureaux II
De regering-Moureaux II (2 februari 1988 - 11 mei 1988) was de derde Franse Gemeenschapsregering, onder leiding van Philippe Moureaux. De regering bestond uit de twee partijen: PS (60 zetels) en PSC (27 zetels). Ze volgde de regering-Monfils op, na de verkiezingen van 13 december 1987 en werd opgevolgd door de regering-Féaux, die gevormd werd na het ontslag van minister-president Philippe Moureaux, die vicepremier werd in de regering-Martens VIII.

## Samenstelling
De regering-Moureaux II telde drie ministers: twee voor de PS en een voor de PSC.
| Ambtsbekleder | Ambtsbekleder | Ambtsbekleder                 | Functie en bevoegdheden       | Functie en bevoegdheden                                        | Termijn                       | Partij |
| ------------- | ------------- | ----------------------------- | ----------------------------- | -------------------------------------------------------------- | ----------------------------- | ------ |
|               |               | Philippe Moureaux (1939-2018) | Minister-president / Minister | Cultuur                                                        | 2 februari 1988 - 11 mei 1988 | PS     |
|               |               | Jean-Pierre Grafé (1932-2019) | Minister                      | Onderwijs, Vorming, Sport, Toerisme en Internationale Relaties | 2 februari 1988 - 11 mei 1988 | PSC    |
|               |               | Robert Urbain (1930-2018)     | Minister                      | Sociale Aangelegenheden en Gezondheid                          | 2 februari 1988 - 11 mei 1988 | PS     |

Moureaux I · 
Monfils · 
Moureaux II · 
Féaux · 
Anselme · 
Onkelinx I · 
Onkelinx II · 
Hasquin ·
Arena ·
Demotte I ·
Demotte II ·
Demotte III ·
Jeholet ·
Degryse